# Ligue Krishak Sramik Awami du Bangladesh
La Ligue Krishak Sramik Awami du Bangladesh (en anglais : Bangladesh Krishak Sramik Awami League abrégé en BaKSAL) est un ancien front politique comprenant la Ligue Awami du Bangladesh, le Parti communiste du Bangladesh, le Parti Awami national (Mozaffar) et la Ligue Jatiyo.
La plate-forme politique a été lancée en tant que parti national du Bangladesh avec une annonce faite par Sheikh Mujibur Rahman le 24 février 1975, après que la théorie de la deuxième révolution a été placée et le quatrième amendement à la Constitution a été fait le 25 janvier 1975. En outre, avec l'ordre présidentiel, tous les autres partis politiques ont été mis hors la loi avec la formation de BaKSAL.
Le parti prônait le socialisme d'État dans le cadre du groupe de réformes de la théorie de la deuxième révolution. La BaKSAL était le conseil décisionnel chargé de réaliser les objectifs de la deuxième révolution.
BaKSAL a été dissoute après l'assassinat du Sheikh Mujibur Rahman.
Avec la fin de BaKSAL, tous les partis politiques qui ont fusionné avec BaKSAL, y compris la Ligue Awami, sont devenus des partis politiques indépendants.

## Contexte général
Sheikh Mujibur Rahman et sa Ligue Awami ont remporté une victoire écrasante aux élections de 1973 (en). Le soutien au gouvernement s'est toutefois affaibli, car les partisans sont devenus désillusionnés par la corruption généralisée. Face aux troubles croissants, le 28 décembre 1974, Mujibur Rahman déclara l'état d'urgence, ce qui lui donna le pouvoir d'interdire tout groupe politique. Le 25 janvier 1975, il a fait adopter par le Parlement le quatrième amendement à la Constitution. Celui-ci a dissous tous les partis politiques et lui a donné le pouvoir d'instituer le régime du parti unique,,

## Formation
Le 24 février 1975, Mujib a formé un nouveau parti, la Ligue Krishak Sramik Awami du Bangladesh (BaKSAL), auquel tous les députés devaient adhérer,. Tout député qui a manqué une session parlementaire, qui s'est abstenu ou qui n'a pas voté avec le parti perdrait son siège. Tous les employés civils du gouvernement, les professionnels et les dirigeants syndicaux ont été pressés de se joindre au parti. Toutes les autres organisations politiques ont été interdites. La plupart des politiciens de la Ligue Awami et beaucoup d'autres partis ont rejoint BaKSAL, ne voyant aucun autre moyen de conserver un quelconque pouvoir politique. Le Jatiya Samajtantrik Dal, le Purba Banglar Sarbahara, le Purbo Bangla Bangla Sammobadi Dal-Marxbadi-Leninbadi (Parti communiste marxiste-léniniste du Bengale oriental), le Parti communiste du Pakistan oriental et le Parti communiste du Bangladesh (léniniste) ne se sont pas associés à BaKSAL. Selon le professeur de sciences politiques Talukder Maniruzzaman, BaKSAL était en pratique « la Ligue Awami sous un nom différent ».
BaKSAL, le nouveau parti national, devait remplacer officiellement les autres organisations politiques du pays, que ces partis politiques aient donné leur accord ou non, et les associations le 1er septembre 1975.
Sur le plan organisationnel, le président Sheikh Mujibur Rahman, président de BaKSAL, a nommé pour le parti national un comité exécutif de quinze membres, un comité central de 120 membres et cinq organisations de façade, à savoir la Jatiya Krishak League, la Jatiya Sramik League, la Jatiya Mahila League, la Jatiya Juba League et la Jatiya Chhatra League (respectivement paysans, travailleurs, femmes, jeunes et étudiants). Tous les membres du comité exécutif et du comité central devaient avoir le statut de ministres. BaKSAL a également été conçu pour réformer le système administratif du pays afin qu'il soit axé sur les personnes.

## Activités
De nombreuses réglementations restrictives émanant de la BaKSAL comprenaient la promulgation de l'Ordonnance sur les journaux (juin 1975 ; Annulation de la déclaration) en vertu de laquelle les déclarations de tous les journaux appartenant à l'Etat sauf quatre ont été annulées. Le quatrième amendement était une attaque directe contre la liberté de la presse qui n'a permis que l'existence de quatre journaux (Dainik Bangla, The Bangladesh Observer, The Daily Ittefaq et The Bangladesh Times - ces quatre journaux étaient, en fait, détenus et gérés par l'Etat) de poursuivre leur publication et ont interdit le reste de la presse et de l'industrie. Il a placé tous les médias d'information sous le contrôle absolu du gouvernement.

## Dissolution
Devenu un parti mineur, le parti a mené ses activités de manière indépendante jusqu'en 1991, date à laquelle la quasi-totalité de ses dirigeants ont déserté l'organisation pour fusionner avec la Ligue Awami du Bangladesh.

## Héritage
Lawrence Lifschultz a écrit dans la Far Eastern Economic Review en 1974 que les Bangladais pensaient que « la corruption, les mauvaises pratiques et le pillage de la richesse nationale étaient sans précédent ».